# Pornographie en Tchéquie
La pornographie en République tchèque a été légalisée en 1993, à la suite de la révolution de velours. La possession et la distribution de pornographie juvénile sont illégales en République tchèque et sont passibles d'une peine de 8 ans de prison,. Selon le code pénal, vente et distribution de matériel pornographique violent ou zoophile sont interdites et passibles d'une peine d'un an de prison.